# Feketelábú szitakötő
A feketelábú szitakötő (Gomphus vulgatissimus) a folyami szitakötők (Gomphidae) családjába tartozó, egész Európában elterjedt rovarfaj.

## Megjelenése
A feketelábú szitakötő testhossza 45–50 mm, szárnyfesztávolsága eléri a 60–70 mm-t. A nőstények és a fiatal hímek fekete-sárga mintásak, míg az idősödő hímek kizöldülnek. A hímek karcsú potroha a végén bunkósan megvastagszik, míg a nőstényeké többé-kevésbé egyenletesen vastag. A fiatal hímeket és nőstényeket a hátsó szárny alakja szerint is meg lehet különböztetni, míg a hímek szárnytöve horgas, a nőstényeké íves lefutású. A zölddé váló kifejlett hím jobbára fekete potroha végén a 7-9. szelvény oldalán található foltok élénksárgák maradnak. Halványzöld vagy kékeszöld szemeik nem érnek össze a fejtetőn.
A hasonló fekete-sárga hazai szitakötőktől (sárgás szitakötő, csermelyszitakötő, erdei szitakötő) teljesen fekete lábai, valamint tor- és potrohmintázata különbözteti meg.

## Elterjedése
Európában és Nyugat-Szibéria déli részén elterjedt. Európában a legdélibb és legészakibb régiók kivételével mindenütt előfordul Dél-Svédországtól egészen Észak-Spanyolországig és Észak-Görögországig. Déli elterjedési vonala bizonytalan mert átmeneti formák (vagy hibridek) figyelhetők meg a Gomphus schneiderii-vel. A klíma melegedésével Britanniában mintegy 100 km-rel északabbra húzódott az 1970-es évekhez képest. Magyarországon az egész országban megtalálható, elsősorban a nagyobb folyók mentén. 

## Életmódja
Lárvája a kisebb-nagyobb, lassú folyású, iszapos aljzatú folyóvizekben él. Jellemzően a nagy folyók lassú szakaszain vagy a kisebbek sekély, iszapos szakaszain található meg. Ritkábban tavakban is előfordul. Hazai rokonai közül a feketelábú szitakötő jelenik meg először május elején. A kifejlett imágók jó repülők, a víztől távol, a fák koronaszintjében vadásznak, ritkán szállnak le és nehéz őket megfigyelni. Párzási időben a hímek védik a területüket és a nyílt víz fölött járőröznek. A párosodásra többnyire a víztől valamennyire távolabb kerül sor, majd ezután a nőstények egyedül rakják le petéiket. A lárvák 3-5 éven át fejlődnek, nappal az iszapba rejtőznek és éjjel aktívak.
A feketelábú szitakötő populációit a vízszennyezés és -szabályozás, valamint a meder kotrása veszélyeztetheti. Magyarországon védett, természetvédelmi értéke 5000 Ft.

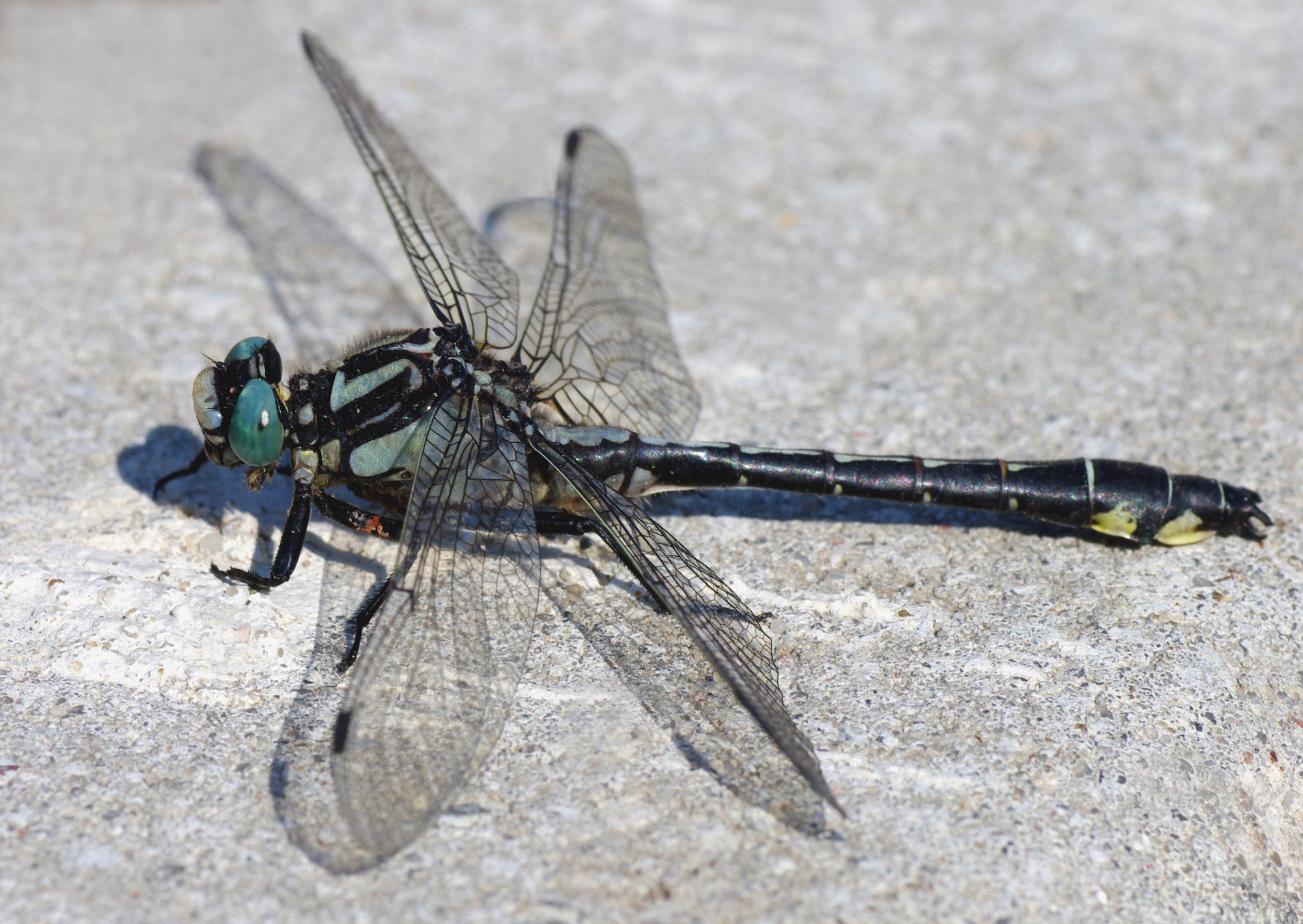
Kifejlett hím
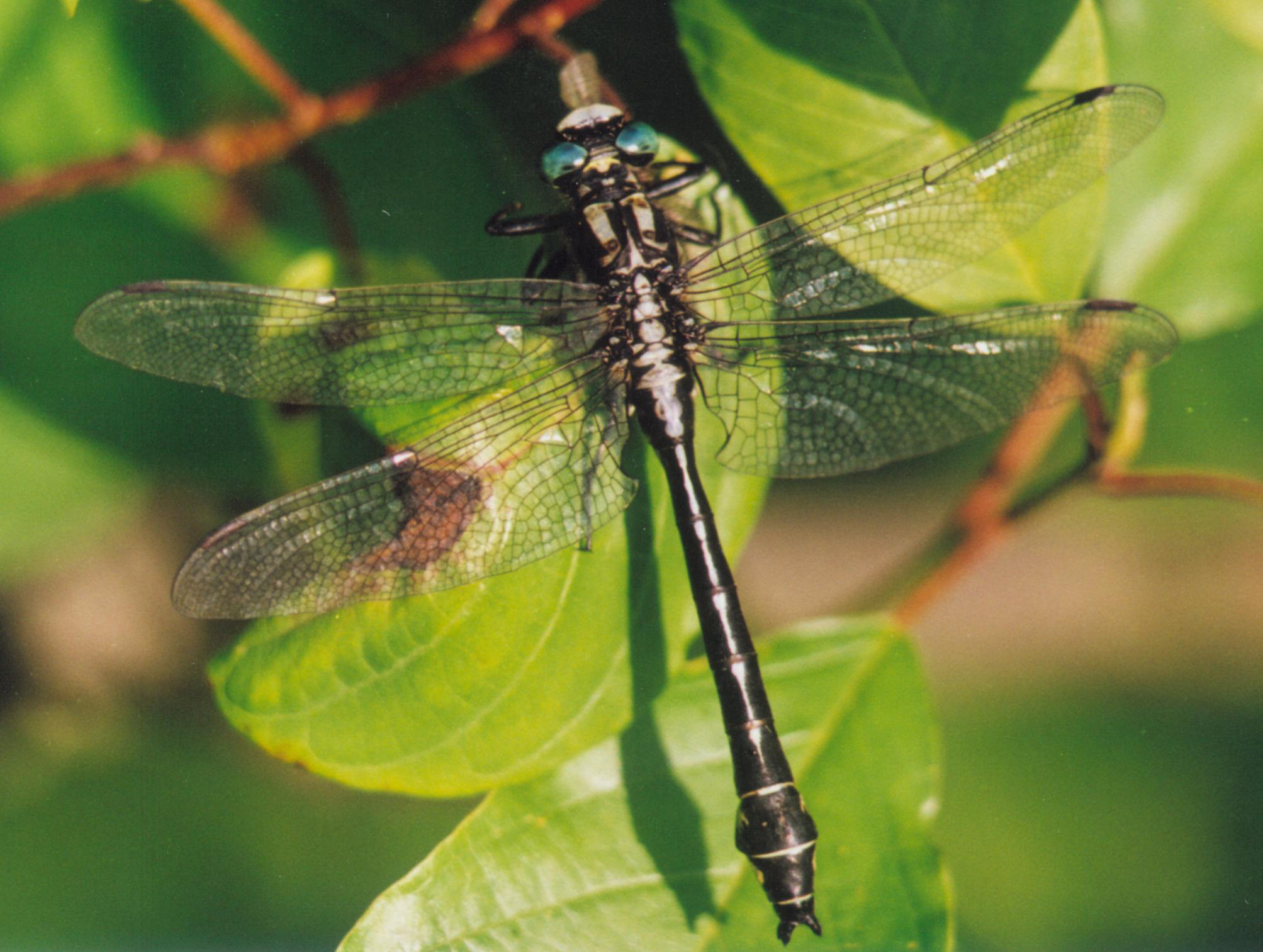
Fiatal hím, a szárnyformájáról ismerhető fel
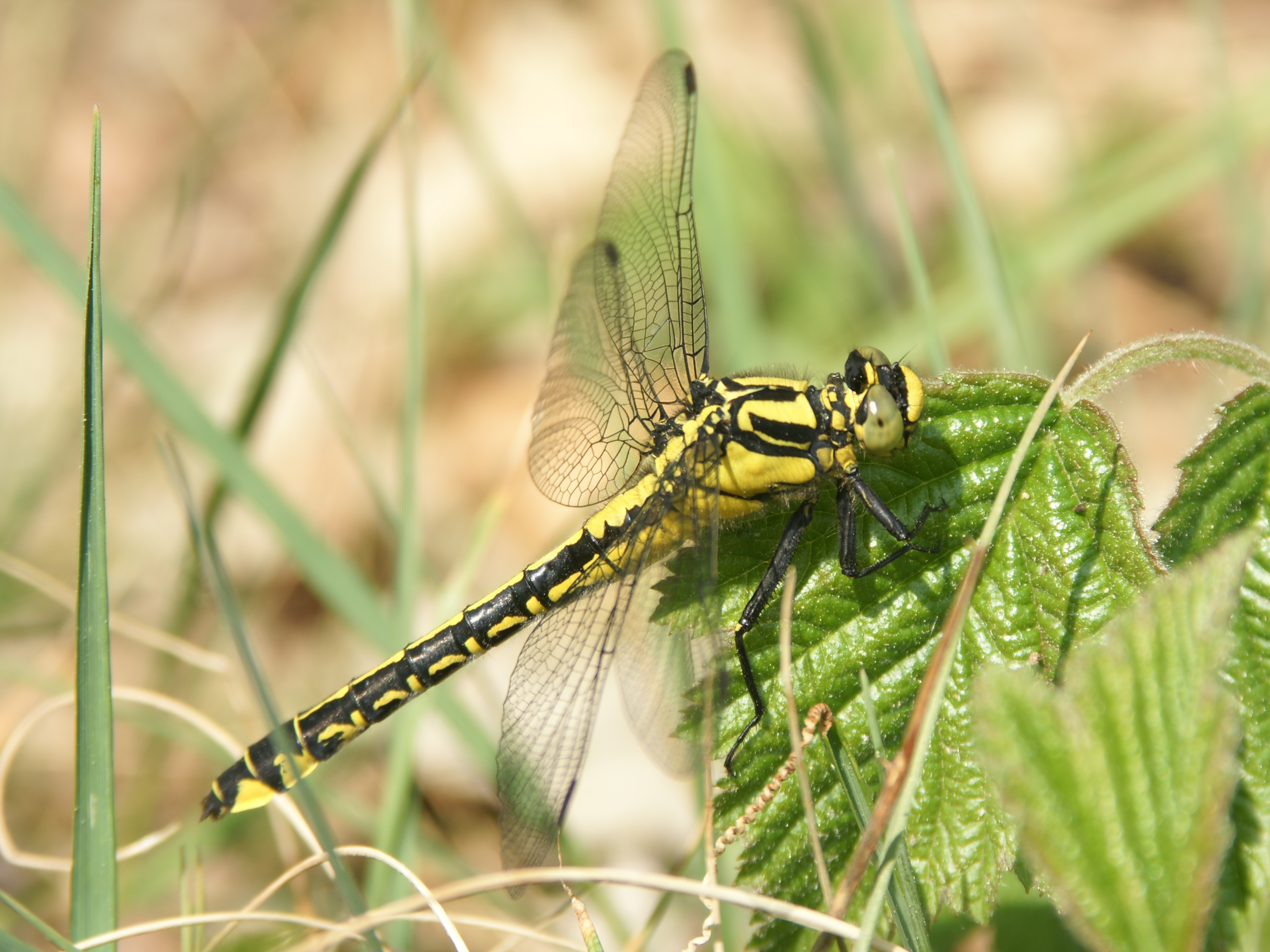
Nőstény példány
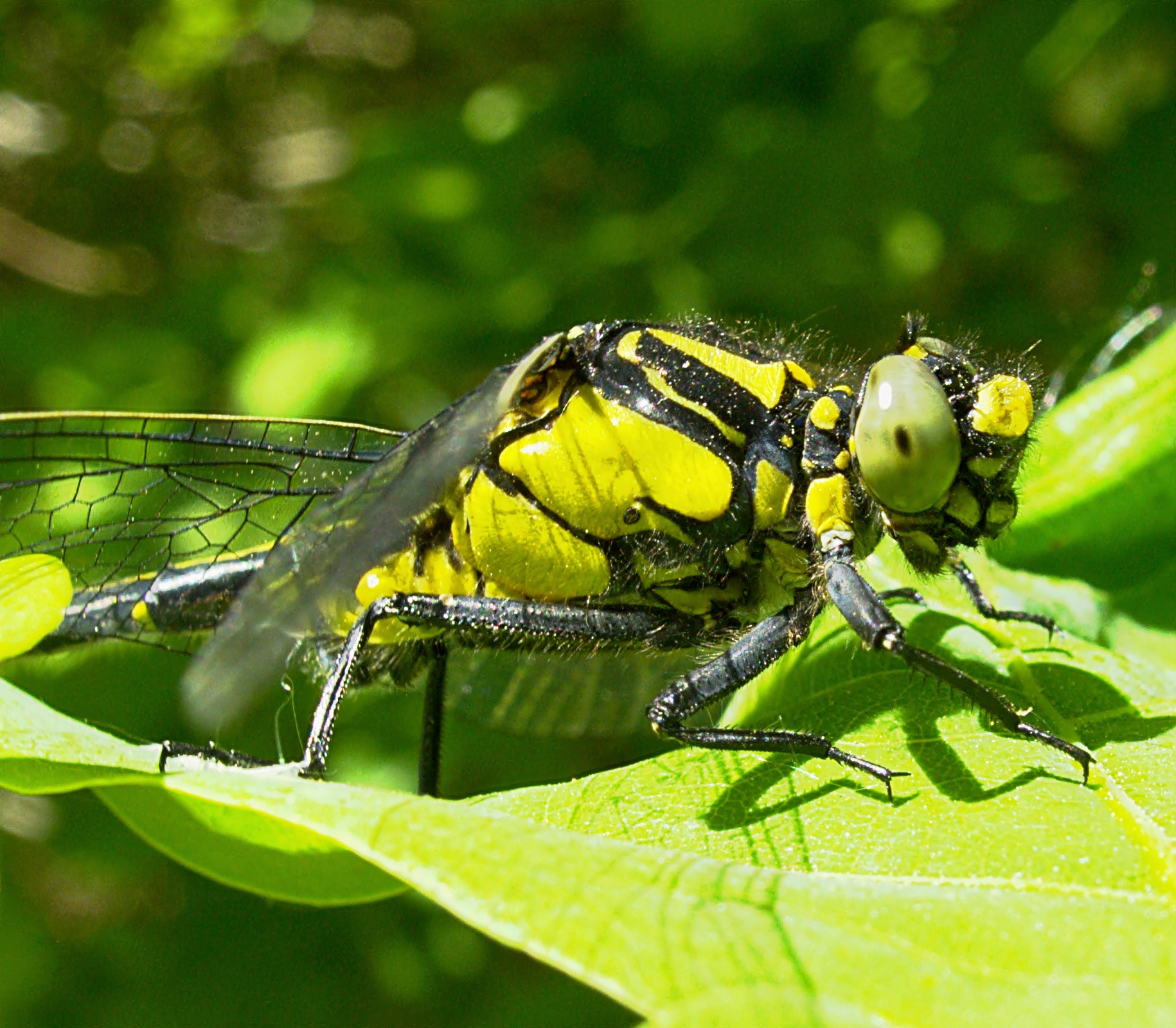
Hím közelről